# Comté de Dallas (Missouri)
Pour les articles homonymes, voir Comté de Dallas.
Le comté de Dallas (en anglais : Dallas County) est un comté américain de l'État du Missouri. Son siège de comté est Buffalo.
Le comté est créé le 10 décembre 1844 et nommé en hommage au vice-président élu des États-Unis George M. Dallas, qui prendra ses fonctions le 4 mars 1845 au premier jour de la présidence de James K. Polk,. Au recensement des États-Unis de 2020, la population du comté s'élève à 17 071 habitants.

## Géographie
Selon le Bureau du recensement des États-Unis (USCB), le comté totalise une surface 1 406 km2 dont 3 km2 d’eau.

### Localités
Les principales localités du comté sont :
- Buffalo (ville, siège de comté)
- Celt (en) (communauté non incorporée)
- Long Lane (en) (communauté non incorporée)
- Louisburg (village)
- Redtop (en) (communauté non incorporée)
- Tunas (en) (communauté non incorporée)
- Urbana (ville)
- Windyville (en) (communauté non incorporée)

### Comtés voisins
- Comté de Camden (nord)
- Comté de Laclede (est)
- Comté de Webster (sud)
- Comté de Greene (sud-ouest)
- Comté de Polk (ouest)
- Comté de Hickory (nord-ouest)

### Routes principales
- U.S. Route 65
- Missouri Route 32
- Missouri Route 64
- Missouri Route 73

## Démographie
Selon le recensement des États-Unis de 2000, sur les 15 661 habitants, on retrouve 6 030 ménages et 4 383 familles dans le comté. La densité de population est de 11 habitants par km² et la densité d'habitations (6 914 au total) est de 5 habitations par km². La population est composée de 97,45 % de blancs, de 0,12 % d'Afro-Américains, de 0,76 % d'Amérindiens et de 0,07 % d'Asiatiques.
32,90 % des ménages avaient des enfants de moins de 18 ans, 60,8 % étaient des couples mariés. 27,5 % de la population avait moins de 18 ans, 7,4 % entre 18 et 24 ans, 26,4 % entre 25 et 44 ans, 23,5 % entre 45 et 64 ans et 15,2 % au-dessus de 65 ans. L’âge moyen est de 38 ans. La proportion de femmes est de 100 pour 95,7 hommes.
Le revenu moyen d'un ménage est alors de 27 346 dollars.